# مارشال وليامز
مارشال وليامز (بالإنجليزية: Marshall Williams)‏ (و. 1989  م) هو ممثل، وموسيقي، وعارض كندي، ولد في وينيبيغ.
.

## وصلات خارجية
- مارشال وليامز على موقع IMDb (الإنجليزية)
- مارشال وليامز على موقع قاعدة بيانات الفيلم (الإنجليزية)
- مارشال وليامز على موقع كينوبويسك (الروسية)

- مارشال وليامز في قاعدة بيانات الأفلام على الإنترنت